# Lettische Badmintonmeisterschaft 1968
Die Lettische Badmintonmeisterschaft 1968 fand in der lettischen Hauptstadt Riga statt. Es war die fünfte Auflage der nationalen Titelkämpfe von Lettland im Badminton, zu dieser Zeit noch als Meisterschaft der Sowjetrepublik.

## Titelträger
| Disziplin    | Sieger                            |
| ------------ | --------------------------------- |
| Herreneinzel | Viesturs Urdziņš                  |
| Dameneinzel  | Gundega Grīnuma                   |
| Herrendoppel | Viesturs Urdziņš Māris Deksnis    |
| Damendoppel  | Gundega Grīnuma Skaidrīte Ieviņa  |
| Mixed        | Viesturs Urdziņš Skaidrīte Ieviņa |